# 穆耶伦龙属
穆耶伦龍屬（學名：Muyelensaurus）是蜥腳下目泰坦巨龍類的一屬，生存於白堊紀晚期的阿根廷。化石發現於阿根廷的內烏肯省。
模式種是M. pecheni。是由阿根廷古生物學家豪尔赫·奥兰多·卡尔沃、Bernardo González Riga與巴西古生物學家Juan Porfiri在2007命名。

## 外部連結
- Muyelensaurus （页面存档备份，存于） at DinoData.org
- South American sauropods